# Treis-Karden
Treis-Karden est une municipalité de l'arrondissement (Landkreis) de Cochem-Zell du Land de Rhénanie-Palatinat, en Allemagne. Elle a fait partie de la communauté des communes de Treis-Karden qui comptait 17 communes jusqu'à 2014.

## Monuments
- Abbaye de Karden
- Collégiale Saint-Castor
- Couvent de Maria Engelport à quelques kilomètres

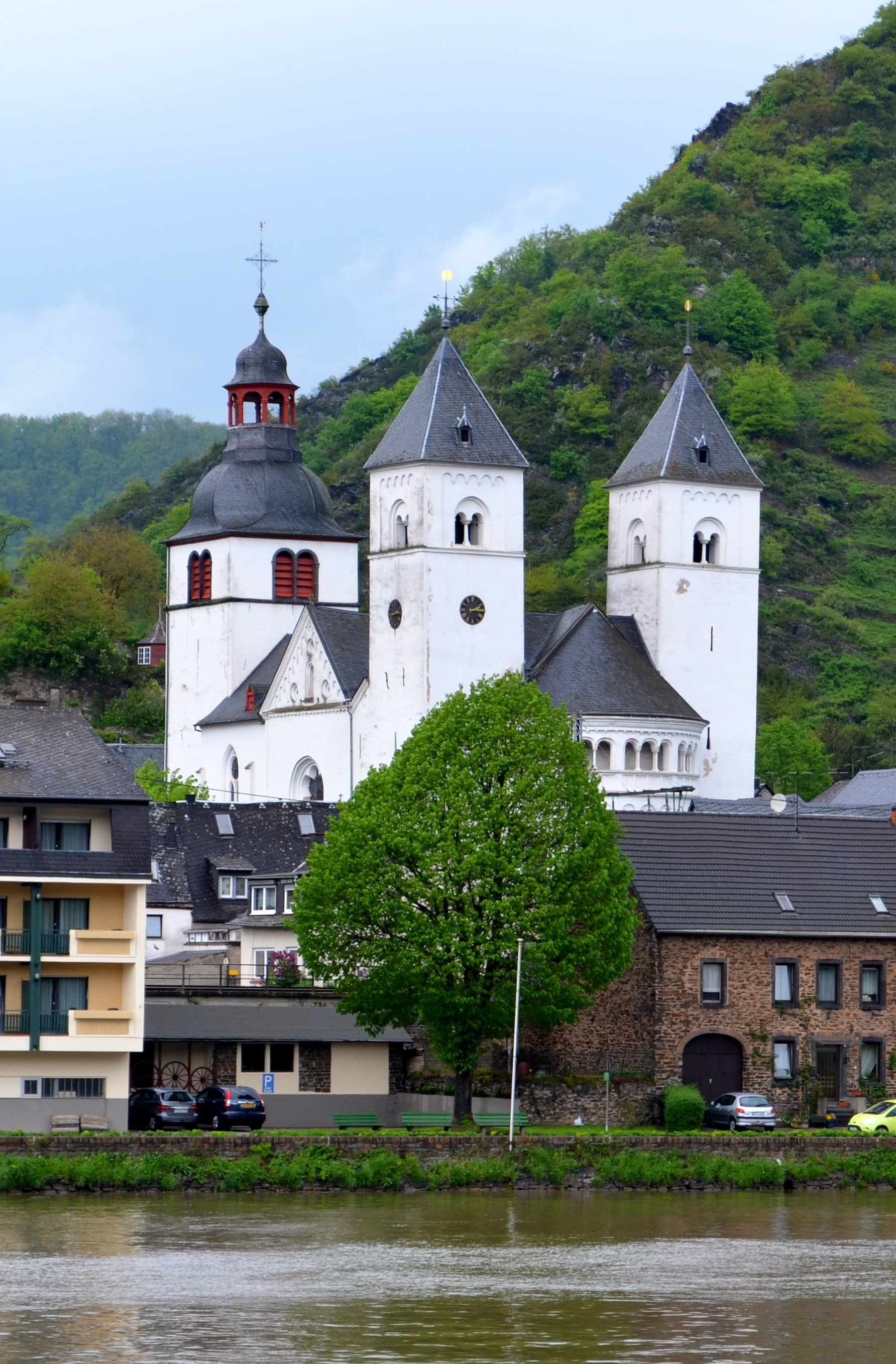
La collégiale Saint-Castor.

- Maison Korbisch

## Personnalités liées à Treis-Karden
- Castor de Karden (Ve siècle), évangélisateur de la Moselle, inhumé à Karden.